# Холм (Закустищенское сельское поселение)
Холм — деревня в Смоленской области России, в Демидовском районе. Расположена в северо-западной части области в 20 км к северо-востоку от Демидова, по обеим сторонам автодороги Демидов — Пржевальское.
Население — 279 жителей (2007 год). Административный центр Закустищенского сельского поселения.

## Достопримечательности
- Городище в 0,2 км юго-восточнее деревни (раскапывалось Е. А. Шмидтом в 1961 г.)